# Coupe de Belgique de football 1977-1978
Navigation
Édition précédente Édition suivante
La Coupe de Belgique 1977-1978 est la vingt-troisième édition de l'épreuve. Elle voit la victoire finale du K. SK Beveren au stade du Heysel à Bruxelles. Cette édition ne sourit à aucun des habituels "grands clubs".
L'épreuve est marquée par la mort tragique de Michel Soulier, joueur de l'UR Namur des causes d'un arrêt cardiaque, lors des trente-deuxièmes de finale.

## Fonctionnement - Règlement
La Coupe de Belgique 1977-1978 est jouée par matchs à élimination directe. . Les équipes de Division 1 et de Division 2 commencent l'épreuve à partir des trente-deuxièmes de finale.
Au total 278 clubs participent à la 23e édition de l'épreuve.
Pour l'édition 77-78, quatre tours préliminaires concernent 224 clubs issus de tous les niveaux inférieurs. Au total, les 278 équipes proviennent des divisions suivantes :
- 129 clubs provinciaux
- 59 clubs de Promotion
- 32 clubs de Division 3
- 16 clubs de Division 2
- 18 clubs de Division 1

### Déroulement schématique

#### Tours préliminaires
- TOUR 1: 64 rencontres, 128 clubs des Séries provinciales
  - TOUR 2: 64 rencontres, 64 qualifiés du Tour 1 + les 64 clubs de Promotion de la saison précédente (qui sont têtes de série et ne se rencontrent pas entre eux)
    - TOUR 3: 32 rencontres, 64 qualifiés du Tour 2 (pré-tirage intégral, plus de tête de série)
      - TOUR 4: 32 rencontres, 32 qualifiés du Tour 3 + les 32 clubs de Division 3 de la saison précédente (qui sont têtes de série et ne se rencontrent pas entre eux)

#### Phase finale
- 1/32e de finale : 32 qualifiés du Tour 4, 16 clubs de Division 2 de la saison précédente et 16 clubs de Division 1 de la saison précédente (D1 et D2 sont têtes de série et ne se rencontrent pas entre elles)
  - 1/16e de finale (à partir de ce tour, tirage intégral, plus de têtes de série)
    - 1/8e de finale
      - 1/4 de finale
        - 1/2 finales
          - FINALE

### Replay éventuel
Lors des 1/32e et des 1/16e de finale, en cas d'égalité à la fin du temps réglementaire, on joue une prolongation de 2x15 minutes, suivie d'une séance de tirs au but si la parité subsiste.
À partir des 1/8e de finale, si l'égalité persiste après 120 minutes, la partie est rejouée sur le terrain de l'équipe qui s'est initialement déplacée.

## Calendrier
Le tirage au sort des quatre tours éliminatoires et des trente-deuxièmes de finale a lieu en juin 1977 au siège de l'URSBSFA.
| Nom                                   | Tirage au sort | Date aller             | Date retour            | Équipes participantes | Équipes restantes |
| ------------------------------------- | -------------- | ---------------------- | ---------------------- | --------------------- | ----------------- |
| Quatrième tour préliminaire           | juin 1977      | 21 août 1977           | 21 août 1977           | 64                    | 32                |
| Trente-deuxièmes de finale *          | juin 1977      | 28 août 1977           | 28 août 1977           | 64                    | 32                |
| Seizièmes de finale                   | ???            | 29 octobre 1977        | 29 octobre 1977        | 32                    | 16                |
| Huitièmes de finale                   | ???            | 23 au 28 décembre 1977 | 23 au 28 décembre 1977 | 16                    | 8                 |
| Quarts de finale                      | ???            | 26 février 1978        | 26 février 1978        | 8                     | 4                 |
| Demi-finale                           | ???            | 6 mai 1978             | 6 mai 1978             | 4                     | 2                 |
| Finale                                | -              | 21 mai 1978            | 21 mai 1978            | 2                     | -                 |
| * entrée des clubs de D1 et D2 belges |                |                        |                        |                       |                   |

## Cinquième tour (Trente-deuxièmes de finale)
La répartition des 64 clubs est la suivante: 18 clubs de D1, 15 clubs de D2, 24 clubs de D3, 6 clubs de Promotion et 1 club de provinciale anversoise. Le "petit poucet" est le K. SV Bornem. Ce tour est disputé les 27 et 28 août 1977.

### Participants
La majorité des clubs se situent en Flandre, qui est la Région la plus peuplée du pays. Avec la présence du "provincial" Bornem, la Province d'Anvers dispose encore d'au moins un représentant pour chacune des cinq catégories de divisions.

#### par Régions
| Régions         | Total | D1 | D2 | D3 | P | Prov' |
| --------------- | ----- | -- | -- | -- | - | ----- |
| Bruxelles       | 5     | 2  | 1  | 2  | 0 | -     |
| Région flamande | 37    | 12 | 13 | 16 | 5 | 1     |
| Région wallonne | 12    | 4  | 1  | 6  | 1 | -     |
| TOTAUX          | 64    | 18 | 15 | 24 | 6 | 1     |

#### par Provinces
La Provinces de Luxembourg n'a plus le moindre représentant.
| # | Provinces                                                                                               | Total    | Div. 1 | Div. 2 | Div. 3 | Prom    | prov' |
| - | --- | -------- | ------ | ------ | ------ | ------- | ----- |
| 1 | Province d'Anvers                                                                                       | 14       | 4      | 3      | 5      | 1       | 1     |
| 2 | Province de Brabant Région de Bruxelles-Capitale Province du Brabant flamand Province du Brabant wallon | 10 5 4 1 | 2 2 0  | 2 1 0  | 5 2 1  | 1 0 1 0 | 0 0   |
| 3 | Province de Flandre-Occidentale                                                                         | 8        | 4      | 2      | 2      | 0       | 0     |
| 4 | Province de Flandre-Orientale                                                                           | 12       | 2      | 2      | 4      | 2       | 0     |
| 5 | Province de Hainaut                                                                                     | 4        | 2      | 1      | 1      | 0       | 0     |
| 6 | Province de Liège                                                                                       | 6        | 2      | 0      | 3      | 1       | 0     |
| 7 | Province de Limbourg                                                                                    | 11       | 2      | 5      | 3      | 1       | 0     |
| 8 | Province de Luxembourg                                                                                  | 0        | 0      | 0      | 0      | 0       | 0     |
| 9 | Province de Namur                                                                                       | 1        | 0      | 0      | 1      | 0       | 0     |
|   | TOTAUX                                                                                                  | 64       | 18     | 15     | 24     | 6       | 1     |

### Résultats
Ce tour est joué, le samedi 27 août 1977 et le dimanche 28 août 1978, en une seule manche disputée sur le terrain de la première équipe citée. En cas d'accord entre les clubs concernés, l'ordre du tirage au sort peut être inversé.
- 64 clubs, 32 rencontres.
  - Tous les clubs de Division 1 franchissent ce tour.
  - Herentals devient le petit poucet de l'épreuve. Le cercle promu en Division 3 atteint les 1/16e de finale.

#### Drame à Anderlecht
La rencontre entre le R. SC Anderlechtois et l'UR Namur est le théâtre d'une tragédie. Peu avant la demi-heure de jeu, le joueur namurois Michel Soulier s'effondre. Après quelques soins, il est rapidement évacué vers les vestiaires. La partie reprend. Ses équipiers sont dans l'ignorance du drame qui se déroule (ils n'apprennent l'affreuse nouvelle qu'après le match). Transporté d'urgence en milieu hospitalier, le malheureux garçon ne peut être ranimé. Les spectateurs présents assistent à la démonstration des "Mauves" (10-0). Des chiffres totalement abstraits par rapport à la perte d'un jeune homme exemplaire dont le souvenir est toujours très présent.
|  | Clubs qualifiés pour le tour suivant |
|  | Tenant du trophée                    |

| Dates      | Niv | N° | Équipe 1                   | Équipe 2                         | Score 90' | Score Prol. | Tirs au but |
| 27/08/1977 | T   | 1  | K. St-Truidense VV (II)    | K. FC Izegem (III)               | 2-1       |             |             |
| 27/08/1977 | T   | 2  | K. SV Waregem (I)          | K. VV Looi Sport (III)           | 4-0       |             |             |
| 27/08/1977 | T   | 3  | K. AA Gent (II)            | Racing Jet Bruxelles (III)       | 1-1       | 1-1         | 4-2         |
| 27/08/1977 | T   | 4  | R. AA Louviéroise ( I)     | R. JS Bas-Oha (III)              | 8-1       |             |             |
| 27/08/1977 | T   | 5  | kV Mechelen ( II)          | R. Crossing Cl. Schaerbeek (III) | 1-0       |             |             |
| 27/08/1977 | T   | 6  | R. Charleroi SC (I)        | AS Eupen ( III)                  | 2-1       |             |             |
| 27/08/1977 | T   | 7  | K. Lierse SV (I)           | Puurs Excelsior FC (P)           | 3-0       |             |             |
| 27/08/1977 | T   | 8  | R. SC Anderlechtois (I)    | UR Namur (III)                   | 10-0      |             |             |
| 27/08/1977 | T   | 9  | SK Beveren-Waes (I)        | Witgoor Sport Dessel (III)       | 3-1       |             |             |
| 28/08/1977 | T   | 10 | K. SV Bornem (p-Anv)       | R. Standard de Liège (I)         | 0-4       |             |             |
| 28/08/1977 | T   | 11 | K. Hoger Op Merchtem (III) | R. Olympic Montignies (II)       | 3-4       |             |             |
| 28/08/1977 | T   | 12 | K. FC Herentals ( III)     | Patro Eisden (II)                | 1-0       |             |             |
| 28/08/1977 | T   | 13 | K. RC Mechelen (II)        | K. FC Eendracht Zele (III)       | 1-0       |             |             |
| 28/08/1977 | T   | 14 | R. FC Sérésien (III)       | K. SK Tongeren (II)              | 1-2       |             |             |
| 28/08/1977 | T   | 15 | R. Stade Waremmien FC (P)  | K. St-Niklaasse SK (II)          | 1-3       |             |             |
| 28/08/1977 | T   | 16 | K. SV Sottegem (III)       | K. Boom FC ( I)                  | 2-3       |             |             |
| 28/08/1977 | T   | 17 | Wit-Ster Beverst ( P)      | K. Waterschei SV THOR Genk (II)  | 0-5       |             |             |
| 28/08/1977 | T   | 18 | K. Stade Leuven (P)        | AS Oostende KM ( II)             | 0-1       |             |             |
| 28/08/1977 | T   | 19 | KM SK Deinze (P)           | K. Berchem Sport (II)            | 0-0       | 0-0         | 0-2         |
| 28/08/1977 | T   | 20 | K. SC Lokeren (I)          | K. SC Hasselt ( II)              | 4-4       | 4-4         | 3-1         |
| 28/08/1977 | T   | 21 | K. FC Turnhout ( III)      | K. FC Winterslag (I)             | 0-5       |             |             |
| 28/08/1977 | T   | 22 | K. Beringen FC (I)         | SK Bree (III)                    | 5-2       |             |             |
| 28/08/1977 | T   | 23 | R. Wavre Sports (III)      | K. FC Diest (II)                 | 1-3       |             |             |
| 28/08/1977 | T   | 24 | K. Beerschot VAV (I)       | V&V Overpelt-Fabriek (III)       | 3-2       |             |             |
| 28/08/1977 | T   | 25 | RWD Molenbeek (I)          | K. RC Tienen (III)               | 2-0       |             |             |
| 28/08/1977 | T   | 26 | Club Brugge kV (I)         | K. SV Oudenaarde (III)           | 4-0       |             |             |
| 28/08/1977 | T   | 27 | R. FC Liégeois (I)         | R. AEC Mons (III)                | 1-0       |             |             |
| 28/08/1977 | T   | 28 | K. Willebroekse SV (III)   | Cercle Brugge K. SV (I)          | 1-1       | 1-1         | 2-4         |
| 28/08/1977 | T   | 29 | kV Kortrijk (I)            | K. VK Ninove (P)                 | 3-0       |             |             |
| 28/08/1977 | T   | 30 | K. VG Oostende (II)        | K. SC Menen (III)                | 3-0       |             |             |
| 28/08/1977 | T   | 31 | R. Antwerp FC (I)          | K. FC Verbroedering Geel (III)   | 2-0       |             |             |
| 28/08/1977 | T   | 32 | Royale Union (II)          | VC Jong Lede (III)               | 3-1       |             |             |

## Seizièmes de finale

### Participants
| Régions         | Total | D1 | D2 | D3 |
| --------------- | ----- | -- | -- | -- |
| Bruxelles       | 3     | 2  | 1  | 0  |
| Région flamande | 24    | 12 | 11 | 1  |
| Région wallonne | 5     | 4  | 1  | 0  |
| TOTAUX          | 32    | 18 | 13 | 1  |

Les Provinces de Luxembourg et Namur et le Brabant wallon ne sont plus représentés.
| # | Provinces                                                                    | Total | Div. 1 | Div. 2 | Div. 3 |
| - | ---------------------------------------------------------------------------- | ----- | ------ | ------ | ------ |
| 1 | Province d'Anvers                                                            | 8     | 4      | 3      | 1      |
| 2 | Province de Brabant Région de Bruxelles-Capitale Province du Brabant flamand | 4 3 1 | 2 2 0  | 2 1    | 0 0    |
| 3 | Province de Flandre-Occidentale                                              | 6     | 4      | 2      | 0      |
| 4 | Province de Flandre-Orientale                                                | 4     | 2      | 2      | 0      |
| 5 | Province de Hainaut                                                          | 3     | 2      | 1      | 0      |
| 6 | Province de Liège                                                            | 2     | 2      | 0      | 0      |
| 7 | Province de Limbourg                                                         | 5     | 2      | 3      | 0      |
|   | TOTAUX                                                                       | 32    | 18     | 13     | 1      |

### Résultats
Ce tour est joué le samedi 29 octobre 1977, le dimanche 30 octobre 1977 et le mardi 1er novembre 1977, en une seule manche disputée sur le terrain de la première équipe citée. Le tirage au est intégral, il n'y a aucune formation "protégée". En cas d'accord entre les clubs concernés, l'ordre de tirage au sort peut être inversé.
- 32 clubs, 16 rencontres.
  - Le K. FC Herentals, dernier représentant de Division 3 est éliminé avec les honneurs.
  - Six formations de D1 ne franchissent pas le cap, dont deux (R. FC Liégeoiset R. AA Louviéroise) éliminées par des cercles de D2.

|  | Clubs qualifiés pour le tour suivant |
|  | Tenant du trophée                    |

| Dates      | Niv | N° | Équipe 1                        | Équipe 2                   | Score 90' | Score Prol. | Tirs au but |
| 29/10/1977 | S   | 1  | R. Standard de Liège (I)        | Royale Union (II)          | 3-0       |             |             |
| 29/10/1977 | S   | 2  | R. SC Anderlechtois (I)         | kV Kortrijk (I)            | 2-2       | 4-2         |             |
| 29/10/1977 | S   | 3  | K. Beringen FC (I)              | Club Brugge kV (I)         | 0-1       |             |             |
| 29/10/1977 | S   | 4  | R. Charleroi SC (I)             | K. VG Oostende (II)        | 2-0       |             |             |
| 29/10/1977 | S   | 5  | K. Beerschot VAV (I)            | SK Beveren-Waes (I)        | 1-2       |             |             |
| 30/10/1977 | S   | 6  | K. St-Niklaasse SK (II)         | R. Antwerp FC (I)          | 0-5       |             |             |
| 30/10/1977 | S   | 7  | Cercle Brugge K. SV (I)         | K. FC Diest (II)           | 1-0       |             |             |
| 30/10/1977 | S   | 8  | K. Berchem Sport (II)           | K. FC Herentals ( III)     | 2-0       |             |             |
| 30/10/1977 | S   | 9  | kV Mechelen ( II)               | RWD Molenbeek (I)          | 1-3       |             |             |
| 30/10/1977 | S   | 10 | K. SK Tongeren (II)             | K. St-Truidense VV (II)    | 4-0       |             |             |
| 30/10/1977 | S   | 11 | K. Lierse SV (I)                | K. SV Waregem (I)          | 4-1       |             |             |
| 30/10/1977 | S   | 12 | K. Boom FC ( I)                 | R. Olympic Montignies (II) | 3-1       |             |             |
| 30/10/1977 | S   | 13 | AS Oostende KM ( II)            | R. FC Liégeois (I)         | 1-1       | 1-1         | 4-3         |
| 30/10/1977 | S   | 14 | K. Waterschei SV THOR Genk (II) | R. AA Louviéroise ( I)     | 0-0       | 0-0         | 6-5         |
| 01/11/1977 | S   | 15 | K. RC Mechelen (II)             | K. FC Winterslag (I)       | 1-2       |             |             |
| 01/11/1977 | S   | 16 | K. SC Lokeren (I)               | K. AA Gent (II)            | 3-2       |             |             |

## Huitièmes de finale

### Participants
Seuls restent en lice des formations de Division 1 (12) et de Division 2 (4). Il y a encore deux équipes bruxelloises et deux wallonnes.

#### par Régions
| Régions         | Total | D1 | D2 |
| --------------- | ----- | -- | -- |
| Bruxelles       | 2     | 2  | 0  |
| Région flamande | 12    | 8  | 4  |
| Région wallonne | 2     | 2  | 0  |
| TOTAUX          | 16    | 12 | 4  |

#### par Provinces
Les Provinces de Luxembourg et Namur, le Brabant flamand et le Brabant wallon ne sont plus représentés.
| # | Provinces                                        | Total | Div. 1 | Div. 2 |
| - | ------------------------------------------------ | ----- | ------ | ------ |
| 1 | Province d'Anvers                                | 4     | 3      | 1      |
| 2 | Province de Brabant Région de Bruxelles-Capitale | 2     | 2 2    | 0 0    |
| 3 | Province de Flandre-Occidentale                  | 3     | 2      | 1      |
| 4 | Province de Flandre-Orientale                    | 2     | 2      | 0      |
| 5 | Province de Hainaut                              | 1     | 0      | 0      |
| 6 | Province de Liège                                | 1     | 1      | 0      |
| 7 | Province de Limbourg                             | 3     | 1      | 2      |
|   | TOTAUX                                           | 32    | 12     | 4      |

### Résultats
Ce tour est joué le vendredi 23 décembre 1977, le dimanche 25 décembre 1977 et le mercredi 28 décembre 1977, en une seule manche disputée sur le terrain de la première équipe citée. Le tirage au est intégral, il n'y a aucune formation "protégée". En cas d'accord entre les clubs concernés, l'ordre de tirage au sort peut être inversé. En cas d'égalité à la fin de la prolongation éventuelle, la partie est réjouée sur le terrain de l'équipe qui s'est initialement déplacée.
- 18 clubs, 8 rencontres + 2 rejouées
  - Deux formations de D2 franchissent le cap et atteignent les quarts de finale.

|  | Clubs qualifiés pour le tour suivant |
|  | Tenant du trophée                    |

| Dates      | Niv | N° | Équipe 1                        | Équipe 2                 | Score 90' | Score Prol. | Tirs au but |
| 23/12/1977 | H   | 1  | R. Antwerp FC (I)               | Cercle Brugge K.SV (I)   | 0-1       |             |             |
| 25/12/1977 | H   | 2  | RWD Molenbeek (I)               | R. Standard de Liège (I) | 1-4       |             |             |
| 25/12/1977 | H   | 3  | K. Boom FC ( I)                 | SK Beveren-Waes (I)      | 0-2       |             |             |
| 25/12/1977 | H   | 4  | K. Waterschei SV THOR Genk (II) | K. FC Winterslag (I)     | 1-0       |             |             |
| 25/12/1977 | H   | 5  | K. SC Lokeren (I)               | K. Lierse SV (I)         | 0-0       | 0-0         | Replay !    |
| 25/12/1977 | H   | 6  | K. SK Tongeren (II)             | AS Oostende KM ( II)     | 3-2       |             |             |
| 25/12/1977 | H   | 7  | K. Berchem Sport (II)           | Club Brugge kV (I)       | 0-0       | 0-1         |             |
| 28/12/1977 | H   | 8  | R. Charleroi SC (I)             | R. SC Anderlechtois (I)  | 2-2       | 3-3         | Replay !    |

#### Résultats Replay
Un "replay" est joué le mercredi 28 décembre 1977. L'autre est programmé le mercredi 3 janvier 1978.
- Au bout d'un suspense long de 240 minutes, les deux "Sporting", Anderlecht et Charleroi, sont départagés aux tirs au but[2].

| Dates      | Niv | N°  | Équipe 1                | Équipe 2            | Score 90' | Score Prol. | Tirs au but |
| 28/12/1977 | H   | 5-R | K. Lierse SV (I)        | K. SC Lokeren (I)   | 1-3       |             |             |
| 03/01/1978 | H   | 8-R | R. SC Anderlechtois (I) | R. Charleroi SC (I) | 1-1       | 2-2         | 4-5         |

## Quarts de finale

### Participants
À ce niveau, restent en compétition six cercles de Division 1 (12) et deux de Division 2. Tous deux sont des équipes limbourgeoises.
| Régions         | Total | D1 | D2 |
| --------------- | ----- | -- | -- |
| Bruxelles       | 0     | 0  | 0  |
| Région flamande | 6     | 4  | 2  |
| Région wallonne | 2     | 2  | 0  |
| TOTAUX          | 8     | 6  | 2  |

Les Provinces d'Anvers, de Brabant, de Luxembourg, de Namur, le Brabant flamand et le Brabant wallon ne sont plus représentés.
| # | Provinces                       | Total | Div. 1 | Div. 2 |
| - | ------------------------------- | ----- | ------ | ------ |
| 1 | Province de Flandre-Occidentale | 2     | 2      | x      |
| 2 | Province de Flandre-Orientale   | 2     | 2      | 0      |
| 3 | Province de Hainaut             | 1     | 1      | 0      |
| 4 | Province de Liège               | 1     | 1      | 0      |
| 5 | Province de Limbourg            | 2     | 0      | 2      |
|   | TOTAUX                          | 8     | 6      | 2      |

### Résultats
Ce tour est joué le samedi 25 février 1978 et le dimanche 26 février 1978, en une seule manche disputée sur le terrain de la première équipe citée. Le tirage au est intégral, il n'y a aucune formation "protégée". En cas d'accord entre les clubs concernés, l'ordre de tirage au sort peut être inversé. En cas d'égalité à la fin de la prolongation éventuelle, la partie est réjouée sur le terrain de l'équipe qui s'est initialement déplacée.
- 8 clubs, 4 rencontres
  - Le derby Venise du Nord tourne logiquement à l'avantage du "Club".
  - Après plus d'une heure à sens unique, le Standard domine Lokeren (0-3), puis la magie de la Coupe opère. Les Waeslandiens réduisent l'écart à la 61e et forcent la prolongation, durant laquelle ils émergent.
  - Les deux cercles de D2 résistent vaillamment mais doivent s'avouer vaincus de peu.

|  | Clubs qualifiés pour le tour suivant |
|  | Tenant du trophée                    |

| Dates      | Niv | N° | Équipe 1               | Équipe 2                        | Score 90' | Score Prol. | Tirs au but |
| 25/02/1978 | Q   | 1  | R. Charleroi SC (I)    | K. Waterschei SV THOR Genk (II) | 0-0       | 1-0         |             |
| 25/02/1978 | Q   | 2  | Cercle Brugge K.SV (I) | Club Brugge kV (I)              | 1-4       |             |             |
| 26/02/1978 | Q   | 3  | K. SC Lokeren (I)      | R. Standard de Liège (I)        | 3-3       | 5-3         |             |
| 26/02/1978 | Q   | 4  | K. SK Tongeren (II)    | SK Beveren-Waes (I)             | 0-1       |             |             |

## Demi-finales

### Participants
Quatre formations de Division 1 se disputent les deux tickets pour la finale. La Flandre orientale est assurée d'être présente en finale puisque ses deux équipes encore présentes s'affrontent.
| Régions         | Total | D1 | D2 |
| --------------- | ----- | -- | -- |
| Bruxelles       | 0     | 0  | 0  |
| Région flamande | 3     | 3  | 1  |
| Région wallonne | 1     | 1  | 0  |
| TOTAUX          | 4     | 4  | 0  |

| # | Provinces                       | Total | Div. 1 |
| - | ------------------------------- | ----- | ------ |
| 1 | Province de Flandre-Occidentale | 1     | 1      |
| 2 | Province de Flandre-Orientale   | 2     | 2      |
| 3 | Province de Hainaut             | 1     | 1      |
|   | TOTAUX                          | 4     | 4      |

### Résultats
Les demi-finales sont jouées le samedi 6 mai 1978 et le dimanche 7 mai 1978, en une seule manche disputée sur le terrain de la première équipe citée. Le tirage au est intégral, il n'y a aucune formation "protégée". En cas d'accord entre les clubs concernés, l'ordre de tirage au sort peut être inversé. En cas d'égalité à la fin de la prolongation éventuelle, la partie est réjouée sur le terrain de l'équipe qui s'est initialement déplacée.
- 4 clubs, 2 rencontres
  - Le tirage au sort propose deux affiches très différentes. Le "Club Brugeois", tenant du trophée, qui vient de reconduire son titre de champion national et qui va disputer la finale de la Coupe des Clubs champions, est opposé au Sporting de Charleroi 12e du classement de la D1.
  - L'autre match est un derby du Pays de Waes. Lokeren 13e en championnat reçoit Beveren 5e du général final.
  - Beveren devance logiquement son voisin. De leur côté, les Zèbres créent la surprise en battant méritoirement les "Blauw n' Zwart".

|  | Clubs qualifiés pour la finale |
|  | Tenant du trophée              |

| Dates      | Niv | N° | Équipe 1            | Équipe 2            | Score 90' | Score Prol. | Tirs au but |
| 06/05/1978 | D   | 1  | R. Charleroi SC (I) | Club Brugge KV (I)  | 3-1       |             |             |
| 07/05/1978 | D   | 2  | K. SC Lokeren (I)   | SK Beveren-Waes (I) | 0-2       |             |             |

## Finale
Les pronostics de cette finale, inédite pour les deux clubs, tournent légèrement en faveur de Beveren. En championnat, les Waeslandiens ont terminé à la 5e place pour la 12e aux Carolos. De plus, les "Jaunes et Bleus" se sont imposés deux fois contre leur rivaux de la finale (3-0 et 0-1). Mais les observateurs restent prudents car lors de cette édition de la coupe, les Zèbres ont réalisé de belles prestations et forgé deux exploits contre Anderlecht et Bruges, les deux meilleurs formations du pays et derniers finalistes en date de l'épreuve.
La rencontre reste longtemps indécise. À posteriori, les Carolos vont nourrir longtemps des regrets car ce sont eux qui s'offrent les meilleures occasions. Leur manque de finition se paie comptant en fin de partie quand Beveren trouve deux fois l'ouverture pour conquérir la 1re Coupe de Belgique de son histoire.
| SK Beveren-Waes · |                    |  |
| Titulaires :      |                    |  |
|                   |                    |  |
| 1                 | Jean-Marie Pfaff   |  |
| 2                 | Eddy Jaspers       |  |
| 3                 | Paul Van Genechten |  |
| 4                 | Freddy Buyl        |  |
| 5                 | Marc Baecke        |  |
| 6                 | Johan Coninx       |  |
| 7                 | Wim Hofkens        |  |
| 8                 | Heinz Schönberger  |  |
| 9                 | Albert Cluytens    |  |
| 10                | Jean Janssens      |  |
| 11                | Bob Stevens        |  |
|                   |                    |  |
| Remplaçants :     |                    |  |
|                   |                    |  |
|                   |                    |  |
|                   |                    |  |
| Entraîneur :      |                    |  |
| Urbain Braems     |                    |  |

| · R. Charleroi SC · |                       |  |
| Titulaires :        |                       |  |
|                     |                       |  |
| 1                   | Daniel Mathy          |  |
| 2                   | Theo Vermeir          |  |
| 3                   | Matt van Toorn        |  |
| 4                   | Jacques Van Welle     |  |
| 5                   | Jean-Jacques Clocquet |  |
| 6                   | François Van Nerum    |  |
| 7                   | Antonio Iezzi         |  |
| 8                   | Chris Dekker          |  |
| 9                   | Philippe Bardaux      |  |
| 10                  | Rainer Gebauer        |  |
| 11                  | Charlie Jacobs        |  |
|                     |                       |  |
| Remplaçants :       |                       |  |
|                     |                       |  |
|                     |                       |  |
|                     |                       |  |
| Entraîneur :        |                       |  |
| Felix Week          |                       |  |

| SK Beveren-Waes · |                    |  |
| Titulaires :      |                    |  |
|                   |                    |  |
| 1                 | Jean-Marie Pfaff   |  |
| 2                 | Eddy Jaspers       |  |
| 3                 | Paul Van Genechten |  |
| 4                 | Freddy Buyl        |  |
| 5                 | Marc Baecke        |  |
| 6                 | Johan Coninx       |  |
| 7                 | Wim Hofkens        |  |
| 8                 | Heinz Schönberger  |  |
| 9                 | Albert Cluytens    |  |
| 10                | Jean Janssens      |  |
| 11                | Bob Stevens        |  |
|                   |                    |  |
| Remplaçants :     |                    |  |
|                   |                    |  |
|                   |                    |  |
|                   |                    |  |
| Entraîneur :      |                    |  |
| Urbain Braems     |                    |  |

| · R. Charleroi SC · |                       |  |
| Titulaires :        |                       |  |
|                     |                       |  |
| 1                   | Daniel Mathy          |  |
| 2                   | Theo Vermeir          |  |
| 3                   | Matt van Toorn        |  |
| 4                   | Jacques Van Welle     |  |
| 5                   | Jean-Jacques Clocquet |  |
| 6                   | François Van Nerum    |  |
| 7                   | Antonio Iezzi         |  |
| 8                   | Chris Dekker          |  |
| 9                   | Philippe Bardaux      |  |
| 10                  | Rainer Gebauer        |  |
| 11                  | Charlie Jacobs        |  |
|                     |                       |  |
| Remplaçants :       |                       |  |
|                     |                       |  |
|                     |                       |  |
|                     |                       |  |
| Entraîneur :        |                       |  |
| Felix Week          |                       |  |

## Clubs par divisions
| Division   | Quatrième tour préliminaire | +   | Trente-deuxièmes de finale | Seizièmes de finale | Huitièmes de finale | Quarts de finale | Demi-finales | Finale |
| ---------- | --------------------------- | --- | -------------------------- | ------------------- | ------------------- | ---------------- | ------------ | ------ |
| D1         |                             | +18 | 18                         | 18                  | 12                  | 6                | 4            | 2      |
| D2         | 2                           | +12 | 15                         | 13                  | 4                   | 2                | 0            | -      |
| D3         | 31                          |     | 24                         | 1                   | 0                   | -                | -            | -      |
| Promotion  | 22                          |     | 6                          | 0                   | -                   | -                | -            | -      |
| Provincial | 9                           |     | 1                          | 0                   | -                   | -                | -            | -      |
| Total      | 64                          | +32 | 64                         | 32                  | 16                  | 8                | 4            | 2      |

## Changement d'appellation
Quelques semaines après son triomphe en Coupe, le SK Beveren-Waes (matricule 2300) change sa dénomination officielle et devient le SK Beveren (2300).